# Jakob Degen (Verwaltungsbeamter)

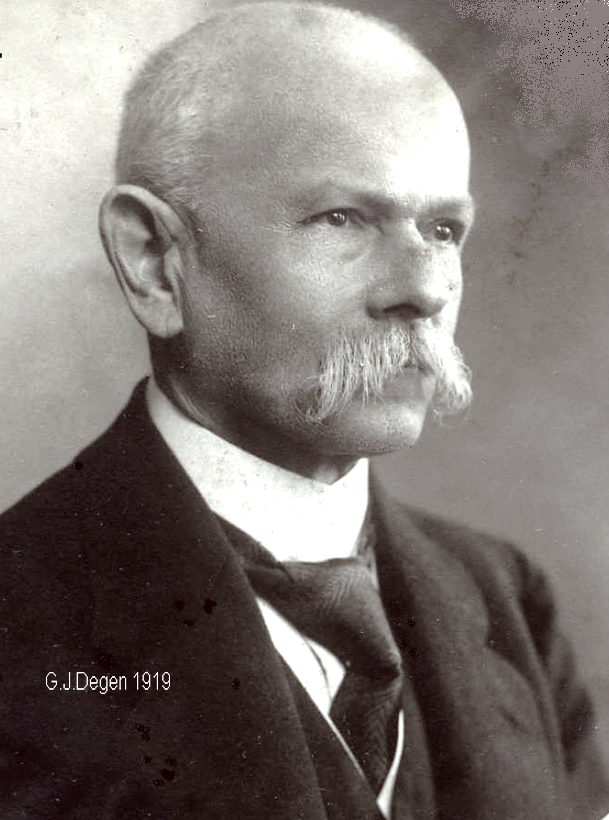
Jakob Degen Porträt 1919

Jakob Degen (* 20. Mai 1859 in Schwegenheim; † 8. August 1947 in Kronach) war ein bayerischer Verwaltungsbeamter und Bezirksamtmann/Landrat in Kronach.

## Herkunft und Kindheit
Degen wurde am 20. Mai 1859 in Schwegenheim bei Germersheim in der Pfalz (Bayern) geboren und auf die Namen Jakob Georg protestantisch getauft. Er war das einzige Kind des Landwirtes Georg Jakob Degen und Maria Eva Degen, geb. Silbernagel. Seine Kindheit verbrachte er auf dem Hof seiner Eltern in Schwegenheim.

## Ausbildung und erste Berufsjahre
Er besuchte die Volksschule in Schwegenheim (1865–1869), die Lateinschule in Germersheim (1869–1873) und das Gymnasium in Speyer (1873–1877). 1878 leistete er seinen Militärdienst als Einjährig-Freiwilliger in Würzburg beim 9. Infanterie-Regiment. 1878 begann Degen das Studium der Rechtswissenschaften an den Universitäten Würzburg, Berlin und Straßburg. 1881 legte er das juristische Examen als bester Teilnehmer von ganz Bayern in Würzburg ab. Anschließend absolvierte er seine Rechtspraktika in Germersheim, Frankenthal, Ludwigshafen und Zweibrücken. Seine Verbeamtung erfolgte 1886 als Bezirksamtsassessor am Bezirksamt Wertingen in Schwaben, wo er bis 1897 blieb.

## Amtszeit als Vorstand des Bezirksamtes in Kronach
Am 1. März 1897 wurde ihm die Leitung des Bezirksamtes Kronach übertragen und er zum Bezirksamtmann ernannt. (Die dafür heute übliche Bezeichnung „Landrat“ wurde erst Anfang 1939 im Deutschen Reich eingeführt, zusammen mit den Bezeichnungen „Landkreis“ und „Landratsamt“ für diese unterste Verwaltungsebene). Dieses Amt hatte er bis zum 31. Mai 1925 inne.
Um 1905 wurden Degen vom Innenministerium angesichts seiner Leistungen die Leitung des Bezirksamtes in Augsburg, Würzburg oder Nürnberg zur Wahl angeboten. Er lehnte ab, da er sich eher dem Aufbau in Kronach verpflichtet sah, als der Verwaltung traditionell wohlhabender Bezirke. (Seine Ausdauer und Beharrlichkeit wurde belohnt: gegen Ende seiner Amtszeit und im Zuge der allgemeinen Wirtschafts- und demographischen Entwicklung hatten sich um 1925 die gewerblichen und industriellen Betriebe und die Zahl der dort Beschäftigten etwa verzehnfacht, die Bevölkerung des Bezirks war bei einem Geburtenüberschuss von ca. 500/Jahr um ca. 6000 Personen angestiegen).

### Ausgangslage
Als Degen sein Amt in Kronach antrat, fand er folgende Ausgangslage für seine Tätigkeit vor:
Das Bezirksamt Kronach, im bayerischen Regierungsbezirk Oberfranken gelegen, entstand 1862 aus dem ursprünglichen Kronacher Landgericht und umfasste im Jahre 1900 61 Gemeinden mit 241 Ortschaften. Auf einer Fläche von 307,80 km² lebten damals 30 785 Einwohner, davon 18 938 katholischen, 11 718 evangelischen, 121 israelitischen, 8 sonstigen Glaubens.
Wirtschaftlich war der Bezirk um die Wende zum 20. Jahrhundert noch überwiegend ländlich-landwirtschaftlich geprägt. Eine geringe Bodengüte und kleine Betriebsgrößen (3–5 ha) boten der Landwirtschaft oft keine ausreichenden Erträge. In den wenigen Industriebetrieben (Glas- und Porzellanherstellung) waren etwa 500 Arbeiter beschäftigt, Heimarbeit bildete der Bevölkerung vielfach eine zusätzliche oder gar die einzige Einnahmequelle. Seit 1850 rückläufig, standen die Holzwirtschaft und die Flößerei im Mittelpunkt, zudem die Gewinnung und Verarbeitung verschiedener Steinarten und die Kohlelager um Stockheim. An Verkehrsmittel bestanden neben der eingleisigen Bahnlinie Hochstadt-Probstzella (seit 1885) die Staats-, Distrikts- und Verbindungsstraßen, überwiegend in schlechtem Zustand oder unbefestigt. Die Wasserversorgung erfolgte über öffentliche Brunnen.
Dem geflügelten Wort, der Frankenwald sei „nur Kinderstube und Armenhaus“, die Grundlage zu nehmen durch die Schaffung von Möglichkeiten, den Lebensunterhalt im Bezirk zu finden, bildete die große allgemeine Herausforderung dieser Amtsperiode. Zudem erforderte dies ein verbessertes Gesundheits- und Bildungswesen sowie gesunde Wohnverhältnisse – und nicht zuletzt auch Sachkenntnis, Beharrlichkeit und Geschick bei der Erschließung von staatlichen Fördermitteln.

### Wirken in den verschiedenen Aufgabenbereichen des Bezirks-/Landratsamtes
- Gesundheitswesen

Ab 1901 erfolgte auf sein Betreiben die Errichtung des ersten Distriktkrankenhauses in Kronach mit 40 Betten, welches am 20. November 1903 eröffnet wurde.
Sein Wirken für das Gesundheitswesen umfasste Tätigkeiten beim Roten Kreuz, Maßnahmen zur Seuchenbekämpfung, insbesondere zur Tuberkulosefürsorge, sowie den Ausbau des Sanitäts-, Rettungs- und Feuerlöschwesens.
Nach der Aufhebung aller Gemeindekrankenversicherungen im Bezirk am 3. Juni 1913 förderte er die Gründung einer Allgemeinen Ortskrankenkasse.
- Energieversorgung und Infrastruktur

Unter seiner Amtsführung erfolgten ab 1919 die schrittweise Elektrifizierung der Gemeinden, sowie der Bau von Wasserwerken (in Kronach bereits 1899) und 16 Wasserleitungen im Amtsbezirk.
Ab 1900 beschäftigte er sich persönlich mit der Idee und dem Entwurf für drei Talsperren zur Gewinnung von elektrischer Energie, zur Hochwasserminderung und Trinkwasserversorgung. Die von ihm in Auftrag gegebenen Planungen blieben zu seinen Lebzeiten unrealisiert, wurden jedoch 68 Jahre später als Ködeltalsperre verwirklicht. Hochwasserdämme und -freilegungen entstanden in Küps, Neuses und Wallenfels.

Degen unterstützte den Bau der Bahnlinien Kronach-Nordhalben (1900), Kronach-Stockheim-Burggrub-Sonneberg (ab 1901), Pressig-Rothenkirchen-Tettau (ab 1903) und einige Jahre später Kronach-Weißenbrunn. 

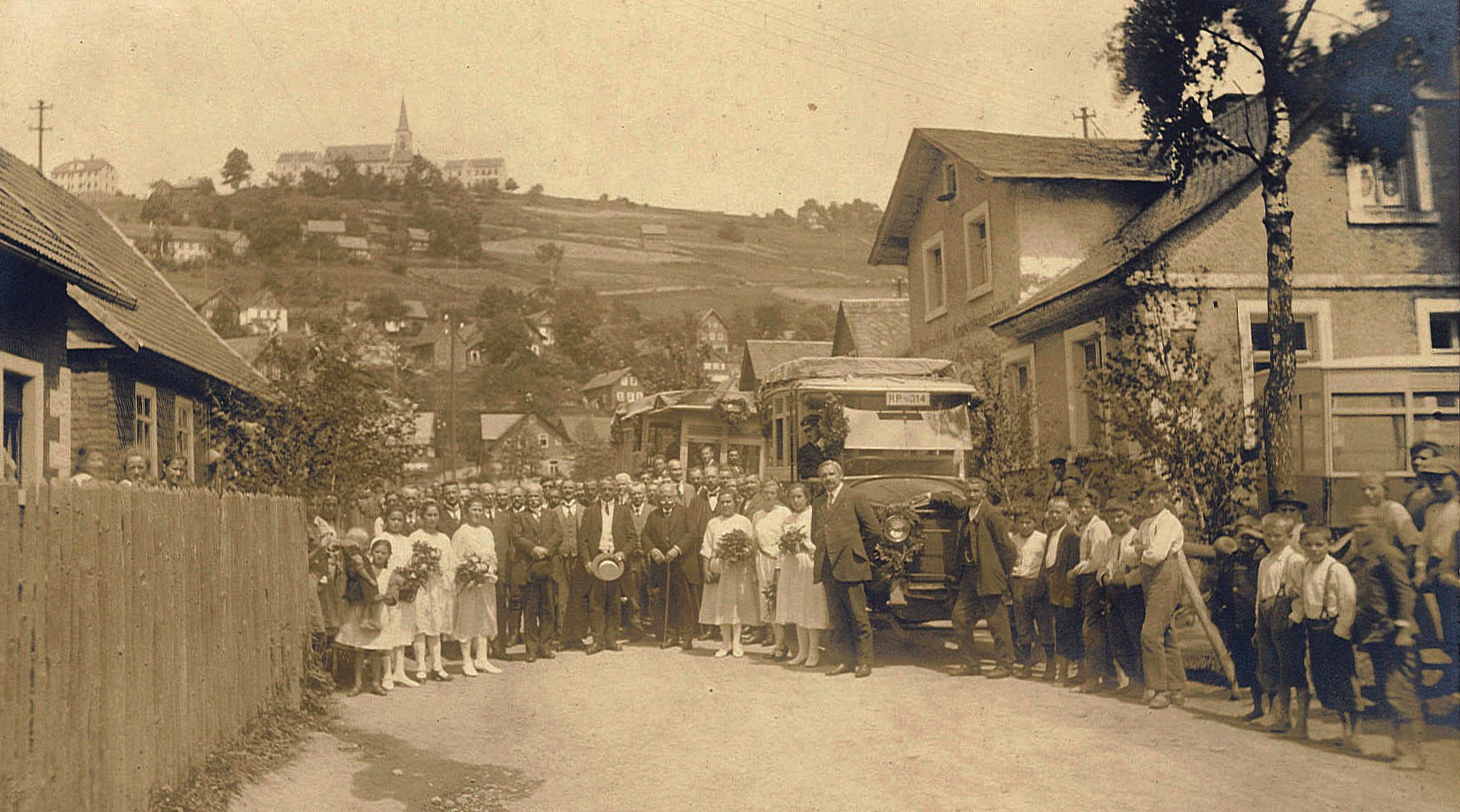
Jakob Degen, rechts daneben der Postpräsident, bei Eröffnung der Motorpostlinie Wilhelmsthal

Dazu kamen umfangreiche Straßen- und Brückenbauprojekte, insbesondere der Neubau der Bezirksstraßen Neuses-Weißenbrunn, Steinberg-Gifting-Posseck in Bayern-Eila, Kronach-Burgstall-Mitwitz, und am Friedrichsburger Berg sowie der Aufbau und der Betrieb zahlreicher Motorpostlinien im Bezirk.
- Bildungswesen und Kultus

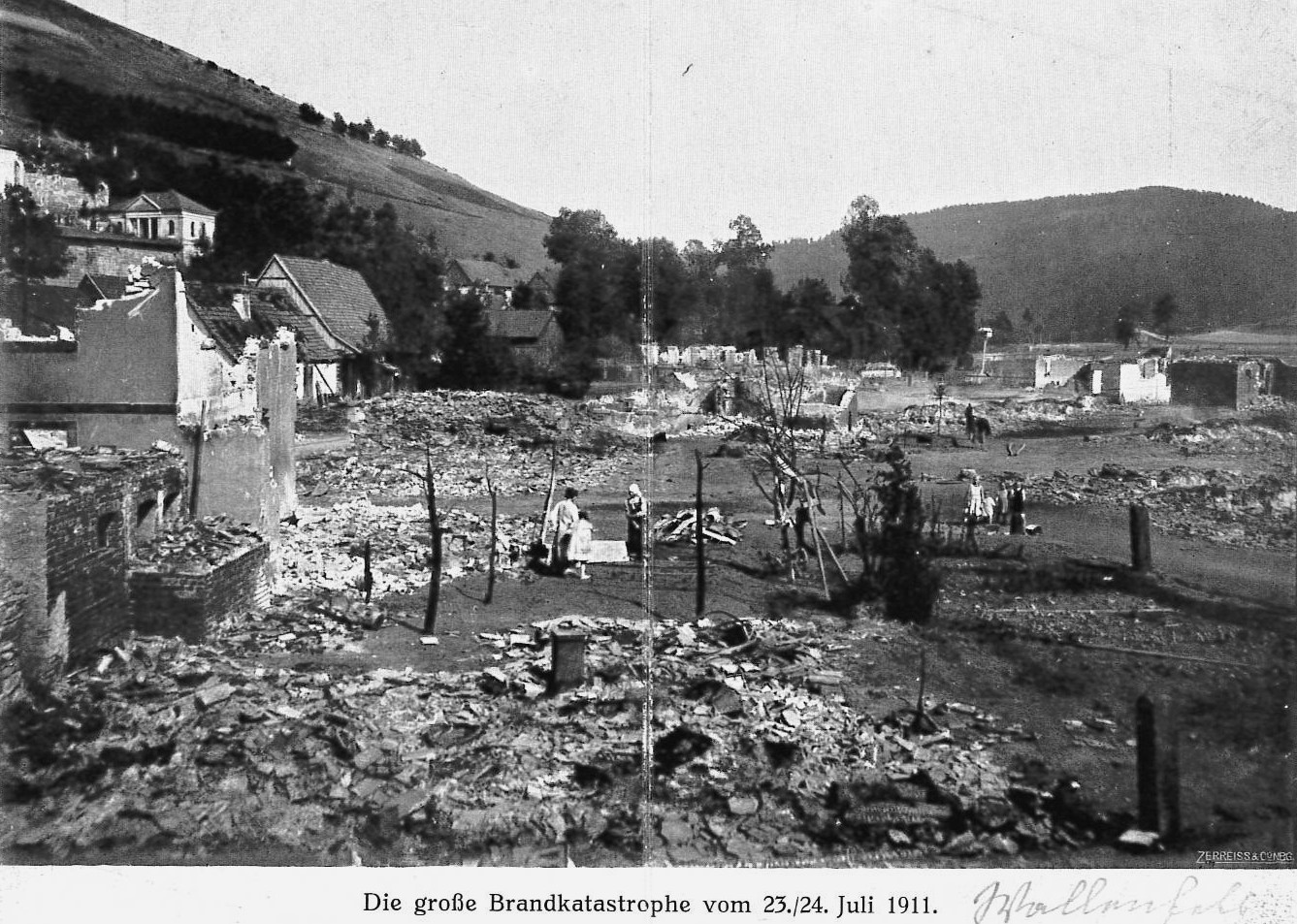
Brandkatastrophe in Wallenfels 1911

Ein besonderes Anliegen war ihm die Verbesserung des Schul- und Ausbildungswesens in seinem Amtsbezirk durch den Neu- und Ausbau von insgesamt 34 Schulhäusern in:
Schneckenlohe prot. 1893/kath. 1895, Hesselbach 1896, Stockheim prot. 1898/kath. 1899, Friesen 1900, Gehülz prot. 1901/kath. 1910, Theisenort prot. 1901/kath. 1907, Posseck in Bayern 1902, Neuses 1903, Steinberg 1903, Oberlangenstadt 1904, Burggrub 1905, Wolfersgrün 1905, Ziegelerden 1905, Neufang 1906, Wilhelmsthal 1906, Vogtendorf 1906, Neukenroth 1907, Schnaid 1907, Steinwiesen prot. 1907/kath. 1908, Johannisthal 1908, Haig 1909, Knellendorf 1910, Reitsch 1911, Kaltenbrunn 1912, Neundorf 1912, Fischbach 1913, Neuengrün 1913, Wallenfels 1917, Thonberg 1919.
Die Unterstützung des Kronacher Bezirksamtes erhielten die Kirchenbauten in Wilhelmsthal, Breitenloh und Steinberg, sowie der Bau der Pfarrhäuser in Burggrub und Breitenloh. Er förderte auch die Anlegung neuer Friedhöfe nebst Friedhofsgebäuden.
- Wirtschafts- und Sozialwesen Degen bei seiner Eröffnungsansprache anlässlich der Gewerbeschau im August 1924

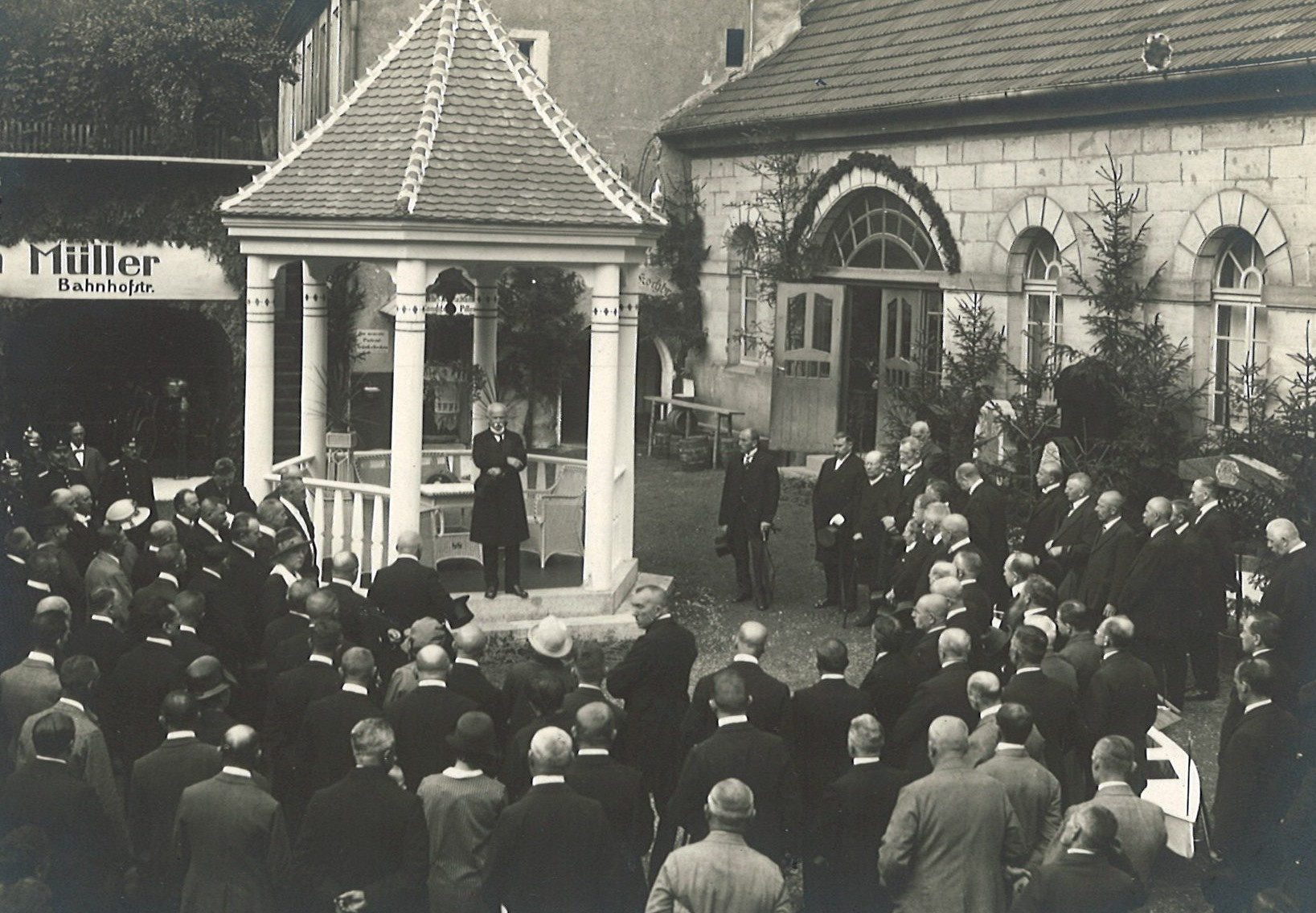
Degen bei seiner Eröffnungsansprache anlässlich der Gewerbeschau im August 1924

Degen förderte die wirtschaftliche Entwicklung zur Schaffung neuer Arbeits- und Verdienstmöglichkeiten im Bezirk durch: fortwährende Bestrebungen zur Ansiedelung von Industrieunternehmen und Gewerbebetrieben, die Unterstützung von Innungen und Gewerbefortbildungsschulen, die Gründung des Gewerbevereins Kronach, die Erschließung der Region für den Fremdenverkehr (Gründung des Frankenwaldvereins-West am 26. Dezember 1898 im Gasthaus „Zum Scharfen Eck“ in Kronach),
seine Mitwirkung im Handelsgremium sowie die Durchführung von Industrie- und Gewerbeschauen in den Jahren 1904 und 1924.

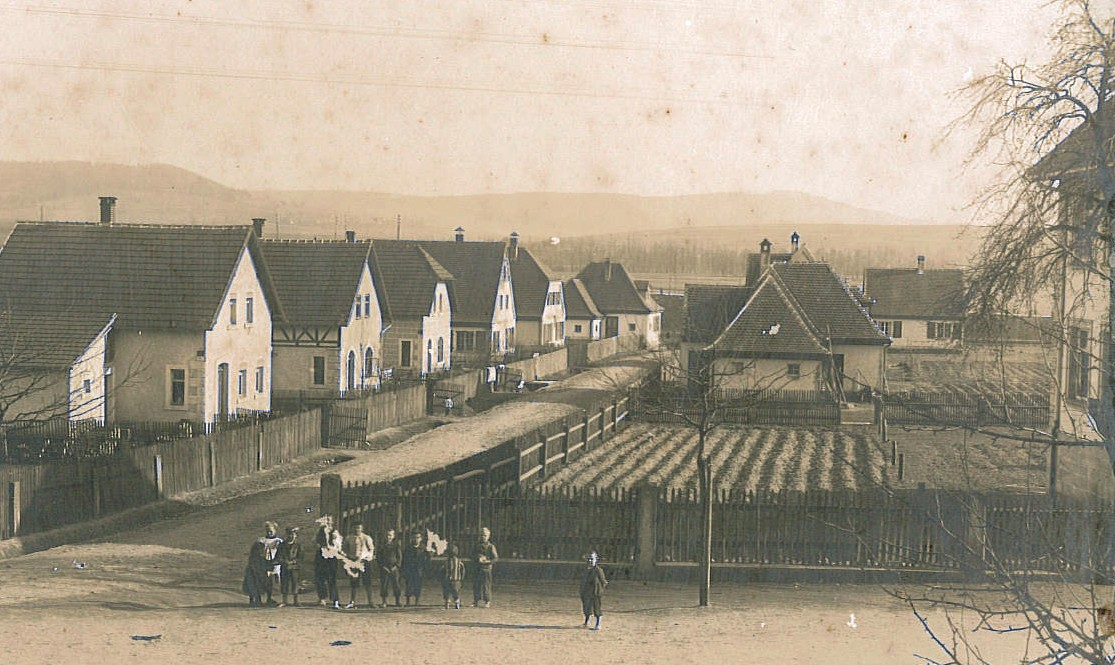
Siedlungskolonie Johannisthal um 1920

Sein Einsatz für den Bau von guten Wohnungen, für die Verbesserung der Lebens- und Wohnverhältnisse, für die Hygiene und Seuchenbekämpfung führte zur Gründung der Bezirksbaugenossenschaft (1922), zur Schaffung von 369 Wohnungen und zur Errichtung der Siedlungskolonie in Johannisthal.
Seine Ehefrau Ida Degen erinnerte sich: „Wenn man früher durch Johannisthal fuhr, hatte man stets eine Schar von Bettelkindern hinter dem Wagen; das hatte aufgehört. Eine Kolonie von kleinen Häusern war entstanden, wozu der Grund und Boden von der Herrschaft zu Schmölz abgekauft werden musste. Die Herrschaft bestand aus ungefähr 25 Familien, z. Teil im Ausland, die alle um ihre Einwilligung zur Abtretung von Land gefragt werden mussten. Bis das nun erreicht war! Aber der Bezirksamtmann ließ nicht los. Und die Bevölkerung von Johannisthal bekam eine neue Kolonie mit Häuschen u. Gärten.“
Der Wiederaufbau ganzer Ortschaften nach katastrophalen Bränden, wie der in Wallenfels am 23.–24. Juli 1911, und vordringlich die Versorgung der betroffenen Bevölkerung mussten organisiert werden.
Ein besonderes Anliegen war Degen die Förderung der Land- und Forstwirtschaft, des Acker-, Obst- und Gartenbaus, der Bodenverbesserung, der Fischerei, der Vieh- und Bienenzucht.
Sein Einsatz für die Belange des Naturschutzes galt z. B. der forstlichen Bewirtschaftung brachliegender Sandsteinböden und der Anlage von Vogelschutzgehölzen.
Am 28. März 1918 wurde auf sein Betreiben in Kronach eine landwirtschaftliche Winterschule mit angegliederter Haushaltungsschule im Franziskanerkloster eingerichtet. Ein Neubau der Landwirtschaftsschule in der Kulmbacher Straße in Kronach erfolgte noch in seiner Amtszeit (Umzug am 27. Oktober 1926), er blieb dort auch nach seiner Pensionierung ständiges Mitglied im Kuratorium.

### Die schweren Jahre: Erster Weltkrieg und seine Nachwirkungen, Weltwirtschaftskrise und Inflation
Große Verdienste erwarb sich Degen während des Ersten Weltkriegs und in den Nachkriegsjahren bei der Organisation und Aufrechterhaltung der Kohle- und Lebensmittelversorgung, dem Lazarett- und Kriegsgefangenenwesen, der Demobilmachungsproblematik, zumal im Bezirksamt kriegsbedingt nur eine personelle Notbesetzung herrschte.
Die Ernährungsnotlage, Einführung der Zwangswirtschaft 1914 und die Ausgabe von Lebensmittelkarten ab dem 1. Januar 1915 erforderten in seinem Amtsbezirk die Gründung eines Lieferungs- und eines Kommunalverbands zur Beschaffung und Verteilung von Lebensmitteln. Der Kommunalverband bestand noch bis Anfang 1922 unter seiner Mitwirkung weiter. Die Einrichtung von Volksküchen und sein konsequentes Vorgehen gegen den Schwarzhandel (Grenzüberwachung) trugen mit dazu bei, dass die Ernährung der Bevölkerung des Kronacher Bezirks trotz der Missernten 1915/16 notdürftig sichergestellt werden konnte.
Das Ehepaar Degen litt nicht minder unter dem Ernährungsnotstand. Ida Degen notierte in ihren Erinnerungen: „Jetzt kauft man auf Marken, und da bekam man so wenig, dass man hungerte wenn man nicht hamsterte. Und das konnte ich nicht tun. Wir sahen beide nicht gut aus, u. Eurem Vater, der für 8 Tage auf Urlaub in die Pfalz ging, vom Onkel-Doktor in Ingenheim gesagt wurde, wenn er so weiter mache, könne er in ein paar Monaten die Butike schließen. - Von da ab bekamen wir durch die Fettstelle ab u. zu 1/2 Pfund Butter mehr als wir durch Marken bekommen hätten, auch manchmal eine Gans, sodass wir durchhalten konnten.“
Seit Kriegsbeginn waren mit dem Stocken der Exportindustrie viele Beschäftigungsmöglichkeiten verloren gegangen. Als Ausgleich gelang es auf sein Betreiben, Kriegsrüstungsaufträge zu erhalten, insbesondere zur Herstellung von Geschoßkörben und für die Granatendreherei.
Die Ausrufung der Räterepublik, in Kronach am 8. November 1918, brachte Auseinandersetzungen, die es Degen gelang zu deeskalieren, um die öffentliche Ordnung aufrechtzuerhalten. Weltwirtschaftskrise, Massenarbeitslosigkeit und Inflation um 1922/23 erforderten öffentliche Notstandsmaßnahmen (z. B. Straßenbau nach Breitenloh und Mitwitz) zur Arbeitsbeschaffung. Insgesamt stellten die Stützung der heimischen Wirtschaft und die Sozialfürsorge in der ohnehin strukturschwachen Region höchste Anforderungen an die Amtsführung des Bezirksvorstandes.

## Mitgliedschaften
Degen gründete den Gewerbeverein Kronach und war Mitglied der Bezirksbaugenossenschaft, des Handelsgremiums, der Bezirksbauernkammer (im Vorstand), des Bezirkstags, des Kommunalverbands, des Roten Kreuzes sowie zahlreicher weiterer örtlicher und überregionaler Vereine und Organisationen.

## Familie und Privates
Am 22. Januar 1898 fand seine Trauung in München mit Ida Sofie Maria Schierlinger (11. Dezember 1867 bis 22. September 1961) statt. Der Ehe entstammten zwei Söhne: Wilhelm Georg Jakob Degen (14. Oktober 1903 bis 10. Dezember 2008), Amtsgerichtsdirektor in Passau und Georg Jakob Heinrich Leo Degen (3. März 1905 bis 27. Januar 1969), Oberforstregierungsrat in Kronach.
Die Familie bewohnte ab 1897 eine Dienstwohnung im 1. Stock des Bezirksamts in der Bienenstraße in Kronach. 1925 erfolgte ihr Umzug in das neu erbaute Wohnhaus in der Frühmeßleite 1, auf dem Gelände des ehemaligen „Jesser´s Steinbruch“ (vormals Crispin Jaser), dessen Geröllhalden Degen erworben und über 20 Jahre hinweg renaturiert hatte.

## Späte Jahre und Tod
Nach seiner Pensionierung am 31. Mai 1925 widmete sich Degen verstärkt der Orts-, Heimat-, Kunst- und Familiengeschichte und publizierte die Ergebnisse seiner Forschungen durch Vorträge und zahlreiche Abhandlungen.
Seine letzten Lebensjahre waren überschattet durch Not, Gefahren und Einquartierungen während und nach Ende des Zweiten Weltkriegs. Er starb am 8. August 1947 in seinem Wohnhaus in Kronach. Sein Grabmal befindet sich auf dem Kronacher Friedhof (2. Grab links nach dem Haupteingang an der Mauer der St. Nikolaus-Kapelle).

## Würdigungen
Das Wertinger Anzeigeblatt würdigte 1897 seine erste Amtszeit:
„Am Schlusse dieses Monats scheidet Herr Bezirksamtsassessor Degen, nunmehr Bezirksamtmann in Kronach, von unserem Bezirke, dem er 10 ½ Jahre angehört hat. Reiche Begabung, gediegene und vielseitige Bildung, stetes Streben nach Erweiterung und Vertiefung seines Wissens zeichnen ihn ebenso aus, wie die Bereitwilligkeit, seine Arbeitskraft zur Förderung gemeinnütziger Zwecke zu verwenden. Nur erfüllt von dem Wunsche, der Gesamtheit zu dienen, frei von berechnender Selbstsucht, uneigennützig, bescheiden und taktvoll in seinem Benehmen – so haben wir ihn all diese Jahre her gefunden. (…)“.
Der Kronacher Bürgermeister Schmidt verlieh ihm in seiner Würdigung zum Abschied 1925 den Ehrennamen „Vater des Bezirks“.
Ein Schreiben der Regierung von Oberfranken Nr. 30082 vom 11. August 1925 enthält folgende Würdigung:
„Der scheidende Amtsvorstand, Oberregierungsrat Degen, hat 27 Jahre im aktiven Dienst und noch 1 Jahr im Ruhestand das Bezirksamt Kronach in mustergültiger Weise geführt, die wirtschaftlichen Verhältnisse des teilweise armen Bezirks in ersprießlicher Weise zu heben gewußt und in schwerer Kriegs- und Nachkriegszeit die Belange seiner Amtsuntergebenen gefördert, aber auch die staatlichen Hoheitsinteressen gewahrt. Hierfür wird Herrn Oberregierungsrat Degen die wärmste Anerkennung der Regierung von Oberfranken ausgesprochen.“ gez. Zink
Anlässlich einer Gedächtnisfeier für Jakob Degen am „Tag des Baumes“ pflanzten am 18. April 1958 Schulkinder drei Gedächtnislinden für den „Vater des Frankenwaldes“ in Friesen und auf dem Kronacher Kreuzberg.
In den Städten Wallenfels (1932) und Kronach (1957) wurden jeweils eine Straße „Jakob-Degen-Strasse“ benannt.

## Orden und Ehrenzeichen
- 1890: Dienstauszeichnung II. Klasse
- 1909: Veridnestorden vom Heiligen Michael IV. Klasse
- 1910: Landwirtschaftliche Jubiläumsmedaille in Bronze d. Bayer. Staatsministerium d. Innern
- 1911: Prinzregent-Luitpold-Medaille in Silber
- 1915: Rote Kreuz-Medaille (Preußen) III. Klasse
- 1916: König Ludwig-Kreuz für Heimatverdienste
- 1917: Verdienstkreuz für Kriegshilfe (Preußen)
- 1917: Verdienstmedaille vom Roten Halbmond in Silber
- 1925: Verdienstmedaille der Kreisbauernkammer Oberfranken in Silber
- 1925: Kriegserinnerungszeichen 1914/18 des Roten Kreuzes

## Stiftung
Bis 1929 bestand eine Jakob-Degen-Stiftung an der Landwirtschaftsschule Kronach. Sie wurde in Folge der Währungsreform aufgelöst.

## Veröffentlichungen
- Druckschrift für Frankenwaldtalsperren. 1900. Archiv des Landratsamts Kronach.
- Baudenkmäler im Bezirk Kronach. In: Heimatklänge vom Frankenwald. Beilage zur „Fränkischen Presse“. Jg. 3/1907. Nr. 6.
- Die Industrie im Frankenwald./Geschichtliches vom Fw. In: Festschrift zur 50-Jahr-Feier des Frankenwaldvereins. Kronach 1926.
- Goethe, ein Kronacher? In: Frankenwald. Zeitschrift des Frankenwaldvereins. Jg. 2/1926. H. 8.
- Geschichtliches von Kronach. In: Frankenland. Sondernummer Kronach. Heft 7/1928. Verlag von Müller & Schmidt, Coburg.
- Aus der Geschichte der Stadt Kronach. In: Das Bayerland, Jg. 40, Nr. 3, München 1929.
- Kaiser Heinrich II in Kronach. In: Blätter vom Frankenwald. Heimatbeilage zum „Fränkischen Wald“. [im Folgenden BvFw] Jg. 1933.
- Aus der Familiengeschichte der Freiherrn von Würtzburg. In: BvFW , Jg. 1934, Nr. 1, 3, 5, 6, 9.
- Oskar von Redwitz. Der Dichter zu Schmölz bei Kronach. In: BvFw. Jg. 1934. Nr. 1.
- Der Baumeister Johann Jakob Michael Küchel und seine Beziehungen zu Kronach. In: BvFw. Jg. 1934. Nr. 2.
- Zweierlei Sachsen. In: BvFW, Jg. 1934, Nr. 3.
- Kronach im Markgrafenkrieg 1552/54. In: BvFw. Jg. 1934. Nr. 4.
- Ein monumentales Grabmal in der Kronacher Pfarrkirche – gewesen! [betr. Christoph Neustetter, 1578–1585 Hauptmann in Kronach]. In: BvFW, Jg. 1934, Nr. 5.
- Der Baumeister Johann Christein in Kronach. In: BvFW, Jg. 1934, Nr. 5.
- Der Bamberger Domschatz in Kronach./Vorgeschichtliches um Kronach. In: Heimatklänge vom Frankenwald. Beilage zur „Fränkischen Presse“. Jg. 1935.
- Kronacher Chronik. In: BvFW, Jg. 1935, Nr. 1.
- Gehülz. Ein Beitrag zur Ortsgeschichte. In: BvFw. Jg. 3/1935. Nr. 7.
- Die Industrie im Frankenwald. In: BvFw. Nr. 7. 1935
- Dörfer und Dorfanlagen im Frankenwald. In: BvFw. Nr. 7. 1935.
- Geschichtliches vom Frankenwald. In: BvFw. Nr. 7. 1935.
- Vorgeschichtliches um Kronach. In: BvFw. Jg. 3/1935. Nr. 8 (Der Helm von Thonberg) und Nr. 10 (Funde von Wildenberg).
- Kronacher Bauten und ihre Meister. In: Jubiläumsnummer des Frankenwaldvereins. 1936.
- Balthasar Neumann in Kronach. In: Bamberger Blätter für fränkische Kunst und Geschichte. Beil. zum Bamberger Volksblatt. Jg. 13/1936. Nr. 2. und BvFw. Jg. 4/1936. Nr. 1.
- Aus der Geschichte der Freiherren von Würtzburg. In: BvFw. Jg. 1936, Nr. 1.
- Steinberg im Frankenwald. In: BvFw. Jg. 1936.
- Lucas Cranach und Hans von Kulmbach. 2 Maler aus fränkischen Nachbarstaaten. In: BvFw. Jg. 4/1936. Nr. 1.
- Hesselbach. Ein Beitrag zur Ortsgeschichte. In: BvFw. Jg. 13/1937. H. 9.
- Ortschronik Kronach 1936–1941. Kova Kommunalschriftenverlag München-Berlin. In: Stadtarchiv Kronach (Dek-NS).